# Sergej Mavrodi
Sergej Pantelejevič Mavrodi (rus. Серге́й Пантеле́евич Мавро́ди; 11. srpna 1955 – 26. března 2018) byl ruský finanční podvodník, krátce i poslanec Státní dumy. Byl zakladatelem systému MMM, založeném na Ponziho schématu, a podvedl miliony lidí po celém světě.

## Kauza MMM
V roce 1989 Sergej Mavrodi založil se svým bratrem Vjačeslavem a Olgou Melnikovou společnost MMM, která slibovala roční návratnost investice tisíc procent a před kterou nakonec varoval i prezident Boris Jelcin. V srpnu 1997 se celá pyramida zhroutila a Mavrodi byl kvůli neplacení daní zatčen. Ještě ve vyšetřovací vazbě však začal politickou kariéru a stal se nakrátko poslancem, čímž současně získal imunitu.
V roce 2007 byl Sergej Mavrodi ruským soudem usvědčen ze zpronevěry 110 milionů rublů (asi 4,3 mil. dolarů) od 10 000 investorů.
Mavrodi prohlásil, že nebyl příjemcem darů a že není zvyklý na okázalý životní styl. Zločin, za který byl později odsouzen, byl daňový podvod.
Mavrodi tvrdil, že MMM není podnikání, ale systém dvoustranných darů, proti němuž neexistuje žádný zákon.

## Další kauzy
Později Mavrodi z Moskvy provozoval internetovou burzu Stock Generation, jejíž pád nakonec poškodil tři sta tisíc klientů z USA a západní Evropy. V roce 2003 byl nakonec odsouzen na čtyři a půl roku do vězení. Když z vězení vyšel, ihned oznámil vytvoření nové finanční sítě MMM 2011. Do roka měl na 15 milionů klientů.
Podobný projekt pak založil i v Jihoafrické republice nebo v Číně.